# Джордж Веа
Джордж Ве́а (англ. George Weah; повне ім'я — Джордж Ма́нне Оппо́нг А́усман Ве́а, англ. George Manneh Oppong Ousman Weah) (народився 1 жовтня 1966, Монровія) — ліберійський політик, 25-й президент Ліберії (22.01.2018 — 22.01.2024), колишній футболіст, нападник. Гравець збірної Ліберії. Найкращий футболіст світу за версією ФІФА, Європи — за версією «France Football» та Африки 1995 року. Єдиний володар Золотого м'яча з Африки. Один з трьох володарів цього трофею, які ніколи не брали участь у фінальних стадіях чемпіонату світу, та єдиний лауреат, чия збірна ніколи не грала на чемпіонатах світу.

## Футбольна кар'єра

### Англія
Перебування Веа в Англії можна вважати успішним, хіба що, в «Челсі», де він відразу став улюбленцем місцевих фанів, забивши переможний гол у своєму дебютному матчі проти «Тоттенхем», та забивши м'ячі в наступних матчах у ворота «Вімблдона» і «Ліверпуля». Він також допоміг вийти «Челсі» в фінал Кубка Англії 1999/2000, забивши на попередніх стадіях важливі голи «Лестер Сіті» та «Гіллінгем». У фіналі «Челсі» переміг з рахунком 1-0. Всього за «Челсі» Веа провів 15 матчів забивши 5 голів, в тому числі: в Чемпіонаті Англії 11 матчів, 3 голи, в кубку Англії з футболу 4 матчі, 2 голи.
Тренер «Челсі» Джанлука Віаллі не захотів продовжувати співпрацю з Веа надалі, і тому 1 серпня 2000 року Веа підписав контракт на два роки з дебютантом англійської Прем'єр-ліги «Манчестер Сіті» на правах вільного агента на суму в £ 30,000 в тиждень. Він зіграв тільки 11 ігор у всіх змаганнях за команду, забивши чотири рази, при цьому усі 90 хвилин Веа відіграв тільки у трьох матчах. 16 жовтня 2000 року Джордж покинув клуб.

### Закінчення кар'єри
Сезон 2000/2001 року Джордж Веа догравав в клубі Олімпік (Марсель), де зіграв в чемпіонаті Франції 19 матчів та забив 5 голів.
Закінчив кар'єру в Об'єднаних арабських еміратах в клубі Аль-Джазіра, забивши 13 м'ячів в 8 матчах.
Старший син Джордж виступав за молодіжну збірну США, команди Франції та Швейцарії. Молодший син Тімоті — гравець національної збірної США і французького клубу «Лілля».

## Політична кар'єра

Джордж Веа, прес-конференція ЧС-2010

Після закінчення другої громадянської війни в Ліберії, Веа оголосив про свій намір балотуватися на пост президента Ліберії на виборах 2005 року.
Хоча Веа був популярною фігурою в Ліберії, противники та критики напирали на відсутність у нього освіти та політичного досвіду, заявляючи, що однією тільки роботи послом миру в ЮНІСЕФ явно недостатньо для управління країною. На що Веа відповідав, що країні необхідно свіже політичне дихання, а для розв'язання основної проблеми країни — енергетичної — доктором наук бути необов'язково.
Основним конкурентом Веа була Елен Джонсон Серліф, колишній міністр економіки Ліберії, яка здобула освіту в Гарварді та була головою африканського бюро Програми розвитку ООН.
Веа отримав більшість голосів у першому турі голосування 11 жовтня, отримавши 28,3 % голосів. Однак цього було недостатньо для перемоги. Відбувся другий тур виборів, де Веа програв, отримавши лише 40,6 %, у Серліф було 59,4 %. Веа стверджував, що вибори були сфальсифіковані шляхом залякування виборців та фальсифікації голосування, і багато хто з його прихильників опротестовував результати на вулицях Монровії. Однак міжнародні спостерігачі, яких в країну з'їхалося кілька тисяч, виступили проти подібних заяв. За їх словами, порушення на виборчих дільницях мали місце, але були незначними, і на хід процедури вплинути не могли.
Веа закликав своїх прихильників прийняти результат з грацією і гідністю, і Сірліф стала президентом.
Веа продовжує займатися політикою. Після невдалих союзів з іншими опозиційними партіями Веа бере участь у виборах 2011 року президента країни, як кандидат у віцепрезиденти разом з кандидатом у президенти Вінстоном Таманом.
26 грудня 2017 року Джордж Веа став 25-м президентом Ліберії, здобувши переконливу перемогу у другому турі голосування. За володаря Золотого м'яча 1995 року проголосували у 12 із 15 округів.

## Статистика виступів

### В Європі
| Клуб            | Сезон   | Чемпіонат | Чемпіонат | Кубок | Кубок | Кубок Ліги | Кубок Ліги | Суперкубок | Суперкубок | Єврокубки | Єврокубки | Всього | Всього |
| Клуб            | Сезон   | Ігри      | Голи      | Ігри  | Голи  | Ігри       | Голи       | Ігри       | Голи       | Ігри      | Голи      | Ігри   | Голи   |
| --------------- | ------- | --------- | --------- | ----- | ----- | ---------- | ---------- | ---------- | ---------- | --------- | --------- | ------ | ------ |
| Монако          | 1988–89 | 23        | 14        | 10    | 1     | -          | -          | -          | -          | 5         | 2         | 38     | 17     |
| Монако          | 1989–90 | 17        | 5         | -     | -     | -          | -          | -          | -          | 7         | 3         | 24     | 8      |
| Монако          | 1990–91 | 29        | 10        | 6     | 5     | -          | -          | -          | -          | 5         | 3         | 40     | 18     |
| Монако          | 1991–92 | 34        | 18        | 4     | 1     | -          | -          | -          | -          | 9         | 4         | 47     | 23     |
| Парі Сен-Жермен | 1992–93 | 30        | 14        | 6     | 2     | -          | -          | -          | -          | 9         | 7         | 45     | 23     |
| Парі Сен-Жермен | 1993–94 | 32        | 11        | 3     | 2     | -          | -          | -          | -          | 5         | 1         | 40     | 14     |
| Парі Сен-Жермен | 1994–95 | 34        | 7         | 5     | 2     | 3          | 1          | -          | -          | 11        | 8         | 53     | 18     |
| Мілан           | 1995–96 | 26        | 11        | 3     | 1     | -          | -          | 1          | 0          | 6         | 3         | 36     | 15     |
| Мілан           | 1996–97 | 28        | 13        | 2     | 0     | -          | -          | -          | -          | 5         | 3         | 35     | 16     |
| Мілан           | 1997–98 | 24        | 10        | 8     | 3     | -          | -          | -          | -          | -         | -         | 32     | 13     |
| Мілан           | 1998–99 | 26        | 8         | 4     | 1     | -          | -          | -          | -          | -         | -         | 30     | 9      |
| Мілан           | 1999–00 | 10        | 4         | 2     | 0     | -          | -          | 1          | 0          | 1         | 1         | 14     | 5      |
| Челсі           | 1999-00 | 11        | 3         | 4     | 2     | -          | -          | -          | -          | -         | -         | 15     | 5      |
| Манчестер Сіті  | 2000–01 | 7         | 1         | -     | -     | 2          | 3          | -          | -          | -         | -         | 9      | 4      |
| Марсель         | 2000–01 | 19        | 5         | 1     | 0     | -          | -          | -          | -          | -         | -         | 20     | 5      |
| Всього          | Всього  | 350       | 134       | 58    | 20    | 5          | 4          | 2          | 0          | 63        | 35        | 478    | 193    |

### Національна збірна
| Збірна  | Рік    | Матчі | Голи |
| ------- | ------ | ----- | ---- |
| Ліберія |        |       |      |
| 1987    | 1      | 1     |      |
| 1988    | 2      | 1     |      |
| 1989    | 5      | 1     |      |
| 1990    | -      | -     |      |
| 1991    | -      | -     |      |
| 1992    | -      | -     |      |
| 1993    | -      | -     |      |
| 1994    | 2      | 1     |      |
| 1995    | 5      | 0     |      |
| 1996    | 6      | 1     |      |
| 1997    | 9      | 2     |      |
| 1998    | 3      | 0     |      |
| 1999    | 3      | 1     |      |
| 2000    | 7      | 1     |      |
| 2001    | 11     | 3     |      |
| 2002    | 3      | 1     |      |
| 2003    | -      | -     |      |
| 2004    | -      | -     |      |
| 2005    | -      | -     |      |
| 2006    | -      | -     |      |
| 2007    | 1      | 0     |      |
| Всього  | Всього | 60    | 22   |

## Досягнення

### Командні досягнення
«Майті  Баролл».
- Чемпіон Ліберії (1): 1985-86
- Володар Кубка Ліберії (1): 1986

 «Інвінсібл Ілевен»
- Чемпіон Ліберії (1): 1986/1987

 «Тоннер»
- Чемпіон Камеруну (1): 1987-88

 «Монако»
- Володар Кубка Франції (1): 1990-91

 «Парі Сен-Жермен»
- Чемпіон Франції (1): 1993-94
- Володар Кубка Франції (2): 1992-93, 1994-95
- Володар Кубка французької ліги (1): 1994-95

 «Мілан»
- Чемпіон Італії (2): 1995–96, 1998–99

 «Челсі»
- Володар Кубка Англії (1): 1999–2000

### Особисті досягнення
- Найкращий футболіст Європи «Золотий м'яч» (1): 1995
- Найкращий футболіст світу за версією ФІФА (1): 1995
- Другий футболіст світу за версією ФІФА (1): 1996
- Найкращий футболіст Африки XX століття за версією IFFHS.
- Найкращий гравець Африки (2): 1989, 1994, 1995
- Другий футболіст Африки (4): 1991, 1992, 1996
- Найкращий бомбардир Ліга чемпіонів УЄФА (1): 1994/95 (7 м'ячів)
- Входить в список ФІФА 100